# Jomo Kenyatta

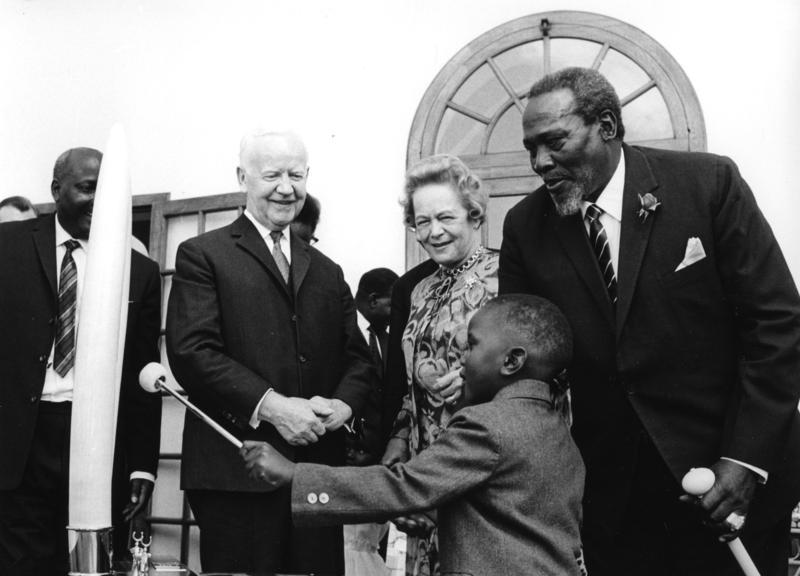
Från höger till vänster: Jomo Kenyatta, Wilhelmine Lübke och Heinrich Lübke, år 1966.

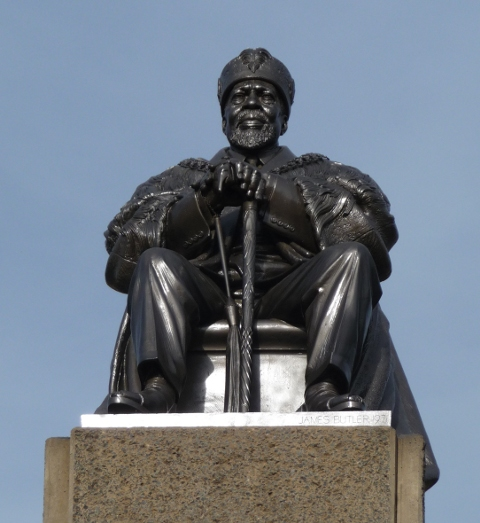
Staty av Kenyatta framför Kenyatta International Conference Centre.

Jomo Kenyatta, född som Johnstone Kamau wa Ngengi den 20 oktober 1891 i Ichaweri nära Gatundu i Brittiska Östafrika (i nuvarande Kenya), död 22 augusti 1978 i Mombasa, var en kenyansk politiker. Han var premiärminister 1963–1964 och president 1964–1978. Namnet Jomo Kenyatta ("Kenyas flammande spjut") var ett nom de guerre för hans ursprungliga namn Johnstone Kamau wa Ngengi.
Kenyatta var ledare för Kenyas afrikanska nationella union (KANU) som bildades 1944 och som ledde Kenya till självständighet. Han betraktas som Kenyas landsfader.
Joma Kenyattas son Uhuru Kenyatta blev president för Kenya 2013.

## Biografi
Efter missionsskola engagerade sig Kenyatta i kikuyernas nationalistiska rörelse Kikuyu Central Association (KCA), där han 1927 blev generalsekreterare. I den egenskapen reste han till Europa för att fästa omvärldens uppmärksamhet på kikuyernas självständighetsanspråk från Storbritannien, och stannade på den kontinenten i 16 år. Tiden i Europa tillbringade han med att studera vid Kominterns ekonomiskola i Moskva, vid University College London och vid London School of Economics, och under den tiden tillkom hans etnografiska bok Facing Mount Kenya, den första i sitt slag skriven av en afrikan. 
Återkommen till Kenya 1946 lämnade han kikuyernas kamp för en allkenyansk nationalistisk rörelse, Kenya African Union (KAU), vars ledare han blev och i vars roll han blev mycket berömd i hemlandet. Det var i den rollen, som organisatör och talare, han fick tillnamnet "Det flammande spjutet", vilket inspirerade till det namn han antog, Kenyatta. När den brittiska regeringen avvisade KAU:s krav på att överlåta jord till afrikaner och förbättrade möjligheter för landets ursprungsinvånare, bildade KAU en underjordisk och militant rörelse, Mau-Mau-rörelsen. Mau-Mau inledde ett gerillakrig mot det vita styret; 1952 ledde deras kamp till att undantagstillstånd utlystes och 200 framträdande nationalister greps, misstänkta för att vara medlemmar av gerillan - bland dem Kenyatta. Han åtalades för medverkan i Mau-Maus aktiviteter, anklagades informellt för att vara Moskvas förlängda arm i Kenya och dömdes mot sitt nekande till sju års straffarbete. När han släpptes 1959 förvisades han till norra Kenya.
KAU splittrades i två fraktioner, Kenya African National Union (KANU) och Kenya African Democratic Union (KADU). Vid valet 1961 vann KANU och genom starka protester från de båda partierna upphävdes förvisningen av Kenyatta samma år. Två år senare förklarades Kenya självständigt som monarki och Kenyatta blev landets första premiärminister. När republik infördes 1965 blev han landets president, vilket han var till sin död 1978.
Kenyatta var västligt sinnad utrikespolitiskt, trots sitt band till Sovjetunionen, och inrikes förde han en marknadsliberal politik. Några strukturella ekonomiska förändringar skedde inte under Kenyatta, utan han blev själv landets rikaste jordägare och den vita överklassen ersattes av en svart. Korruption och nepotism var utpräglade drag under hans styre (den så kallade "Kiambumaffian"), liksom förtryck och mord på politiska motståndare. Trots detta betraktades Kenyatta som en enande landsfader av kenyanerna, kallad mzee (swahili för ’ålderman’) och motståndet mot hans autokrati var ringa.
Tillsammans med Kwame Nkrumah bildade han Panafrikanska federationen 1946.
Kenyatta efterträddes som president av Daniel arap Moi.